# Glenea flavovertex
Glenea flavovertex là một loài bọ cánh cứng trong họ Cerambycidae.